# Alonso de Vargas
Alonso de Vargas (XVI secolo) è stato un generale spagnolo.

## Biografia
Poco si conosce sulla vita di questo generale, passato alla storia per aver comandato l'esercito spagnolo di 14.000 uomini inviato, nel 1591, da Filippo II a sedare a Saragozza i moti conosciuti come Alteraciones de Aragón, scoppiati per un conflitto di competenza tra il re di Spagna e i fueros de Aragón nel processo che vedeva imputato per alto tradimento l'ex segretario di Stato di Filippo II, Antonio Pérez.